# Potočnice drobnolistá
Potočnice drobnolistá (Nasturtium microphyllum) je rostlina která má sice kořeny zapuštěné v půdě, ale její lodyhy často plavou po vodní hladině. Tato v České republice se jen vzácně vyskytující mokřadní až vodní rostlina je druh z rodu potočnice, kde je zařazena do okruhu potočnice lékařské Nasturtium officinale agg.

## Rozšíření
Druh roste zejména v Evropě severozápadní, do střední a jižní zasahuje pouze mozaikovitě, stejně jako na sever Afriky. Druhou z oblastí původního rozšíření jsou horská území Středního východu. Zavlečen byl do Severní a Jižní Ameriky, východních oblasti Afriky, do Japonska, Austrálie a na Nový Zéland i Havaj.
V Česku, které leží na okraji evropského rozšíření, roste jen na Střední Moravě na třech místech: v Malém rybníku který je součásti NPP Hrdibořické rybníky v okrese Prostějov, u obce Bedihoště vzdálené asi 5 km od Prostějova a na Tovačovských jezerech ležících jihovýchodně od města Tovačov v okrese Přerov.

## Ekologie
Potočnice drobnolistá se nejčastěji vyskytuje u bažinatých břehů vodních nádrží nebo příkopů s čirou, pozvolna tekoucí sladkovodní nebo mírně brakickou vodou bohatou na živiny, roste tam na vrstvě bahna, jílu, písku nebo tlejících rostlin. Někdy se objevuje i na vlhkých, silně podmáčených loukách okolo pramenišť. Prospívá ji spíše voda obohacená vápníkem, vyžaduje nezastíněné stanoviště.

## Popis
Vytrvalé, holé nebo jen řídce pýřité rostliny s 30 až 70 cm dlouhými, rýhovanými lodyhami které jsou po vodě poléhavé a jen na koncích vystoupavé a v uzlinách schopné zakořenit. Lodyhy jsou střídavě porostlé úzkými, eliptickými až obvejčitými lichozpeřenými listy 5 až 10 cm dlouhými. Skládají se ze 2 až 4 párů slabě dužnatých lístků po obvodě obvykle mělce vroubkovaných až celokrajných, koncový lístek je vždy větší. Lístky zelené barvy dostávají k podzimu červený či bronzový nádech.
Oboupohlavné čtyřčetné květy na stopkách a bez listenů vytvářejí hroznovité květenství které se během zrání plodů prodlužuje. Podlouhlé kališní lístky asi 3 mm dlouhé jsou zelené a po obvodě světle lemované, vnější jsou někdy u báze vakovitě nafouklé. Bílé podlouhlé a na vrcholu zaoblené korunní lístky mívají délku okolo 5 mm. Šest čtyřmocných tyčinek nese žluté prašníky, semeník obsahuje okolo 35 vajíček. Květy rozkvétají v červnu až srpnu, nabízejí hodně pylu a jsou opylovány převážně entomogamicky.
Plody jsou úzké, vzhůru prohnuté šešule válcovitého tvaru, obvykle 18 až 22 mm dlouhé a jen do 2 mm široké, které rostou na běžně 12 až 15 mm stopkách rovnovážně od vřetene odstálých. Pukající šešule obsahují drobná, červenohnědá, zploštělá semena, asi 1 mm velká, uspořádaná v jedné řadě. Semena mají síťované osemení čítající asi 100 až 200 ok na jedné straně.
Rostliny se mohou poměrně rychle rozmnožovat vegetativně úlomky lodyh které v kolénkách vypouštějí kořínky nebo generativně semeny rozšiřovanými hlavně vodou.

## Hybridizace
Oktoploidní potočnice drobnolistá se i Česku kříží s podobnou tetraploidní potočnici lékařskou, takto jen ojediněle vzniká v ČR vzácná hexaploidní potočnice zkřížená (Nasturtium ×sterile) která nevytváří plodná semena. Potočnice zkřížená bývá (v krajinách s příznivějšími podmínkami pro růst) vegetativně množená a konzumována jako salát.

## Možnost záměny
Potočnice drobnolistá se velmi podobá (vyjma ploidie) potočnici lékařské která se v přírodě České republiky přece jen vyskytuje častěji. Lze je morfologicky rozlišit s tím, že potočnice lékařská má kratší a hrubší šešule a kratší stopky na kterých vyrůstají, semena jsou v nich uložena ve dvou řadách a na povrchu semen má síťované osemení jen s 25 až 50 oky.

## Ohrožení
Tento druh rostoucí v mírném a subtropickém pásmu všech světadílů se nevyskytuje všude se stejnou intenzitou. Zatímco na Havaji a ve Francouzské Polynésii je považován za invazní druh, v České republice je vzhledem k minimálnímu a stále klesajícímu množství kvetoucích rostlin považován "Seznamem zvláště chráněných druhů rostlin" stanoveném vyhláškou Ministerstva životního prostředí ČR č. 395/1992 Sb. ve znění vyhl. č. 175/2006 Sb., stejně jako "Červeným seznamem cévnatých rostlin České republiky" z roku 2012, za druh kriticky ohrožený (§1) a (C1t). Na Slovensku např. neroste vůbec.

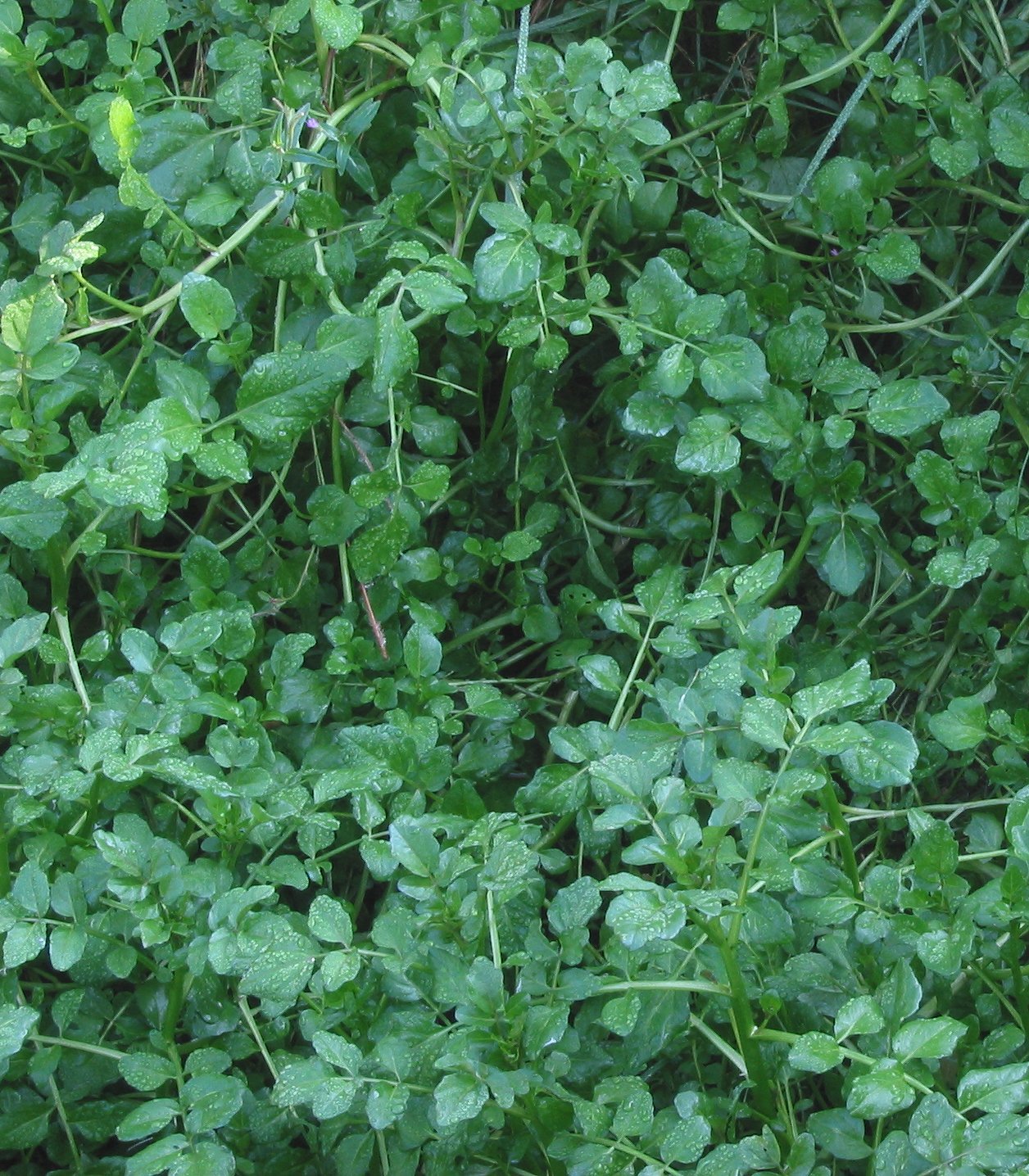
Porost potočnice drobnolisté
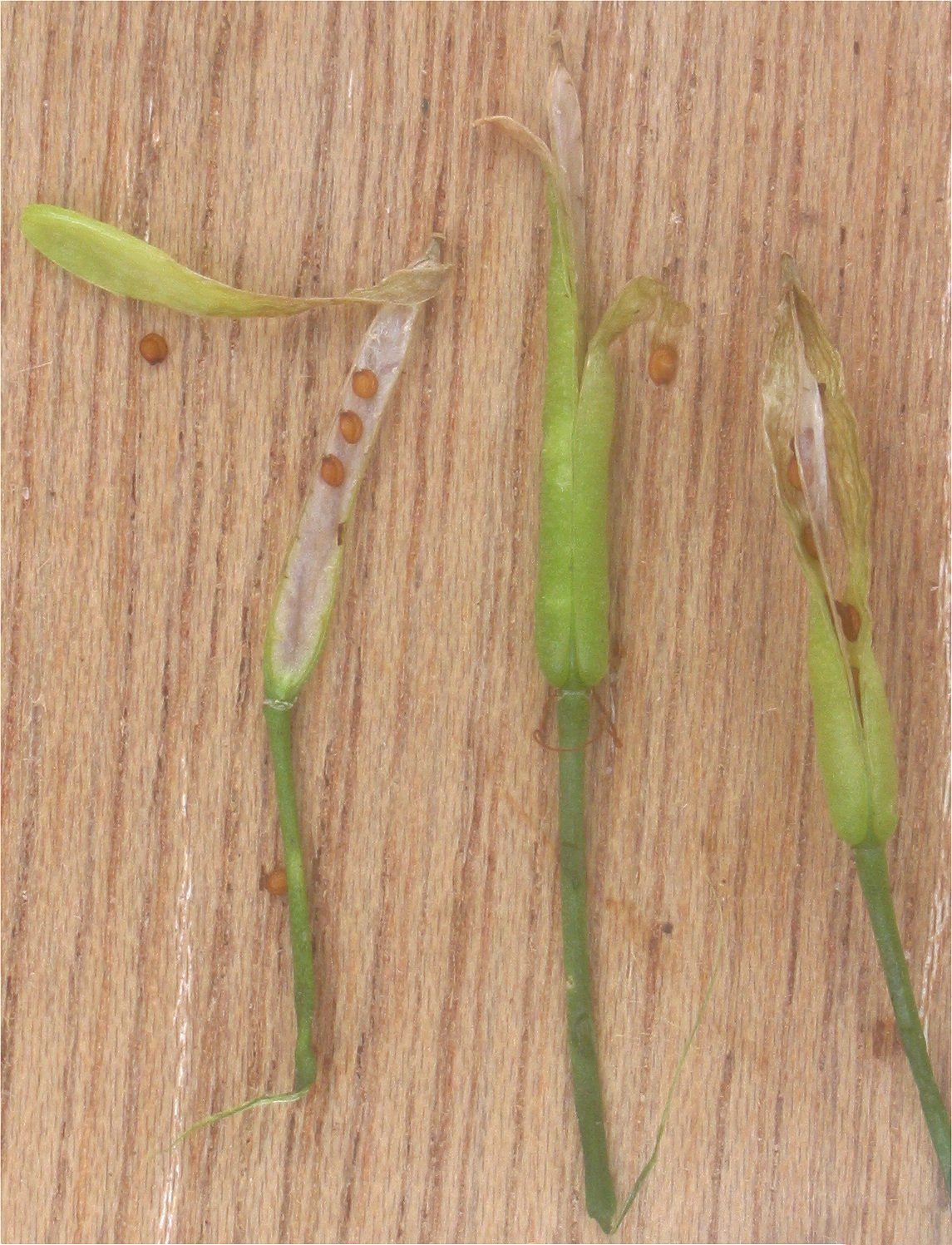
Šesule potočnice drobnolisté